# 호박떡
호박떡은 신선하거나 말린 호박을 찹쌀가루나 쌀가루와 섞은 후 시루에 쪄내어 만든 시루떡이다.

## 준비
잘 씻은 맷돌호박 내부를 긁어내어 씨를 제거한 뒤 잘게 썬다.

## 같이 보기
- 떡
- 호박